# Familia Károlyi
Format:Infobox Famille noble

Károlyi ( nagy-károlyi gróf Károlyi ) este numele unei familii nobiliare maghiare . A primit titlul de baron în 1609 și cel de conte în 1712 .
Ea provine din clanul Kaplon, originar din comitatul Szatmár, acum în România . Clanul Kaplon a dat următoarele familii : Bagossy, Csomaközy, Vetéssy, Vaday și Károlyi.

## Membri notabili
- Péter Károlyi (1543-1576), episcop protestant .
- Gáspár Károlyi, primul traducător maghiar al Bibliei (protestant, calvinist ), publicat în 1586 și 1590 .
- Zsuzsanna Károlyi (1585-1622), soția lui Gabriel Bethlen, prințul Transilvaniei, aleasă regină a Ungariei (1620-1621).
- Baronul Mihály Károlyi (1585-1626), fratele celui precedent.
- Baronul Sándor Károlyi (1668-1743), general.
- Contele Ferenc Károlyi (1705–1758), șpan principal (în maghiară főispán).
- József Károlyi (1768-1803) főispán din județul Békés apoi șpan ereditar (örökös főispán) al Sătmarului .
- István Károlyi (1797-1881), membru al Academiei Maghiare de Științe, fondator al orașului Újpest .
- György Károlyi (1802-1877), șpan, om politic, președinte al Academiei Maghiare de Științe, patron.
- Alajos Károlyi (1825-1889), diplomat austro-ungar
- Sándor Károlyi (1831-1906), om politic, membru al Academiei Maghiare de Științe.
- Gyula Károlyi (1871-1947), prim-ministru maghiar.
- Mihály Károlyi (1875-1955), președintele Republicii Democrate Maghiare . Soțul lui Katinka Andrassy, poreclit Contesa Roșie [1] .
- Etienne Károlyi, soțul stilistei Katalina Pólya, mama regizorului francez Olivier Assayas și a jurnalistei Michka Assayas.
- Georges Károlyi (născut în 1946), ambasador al Ungariei în Franța (din 2015). Nepotul lui Mihály .

## Galerie

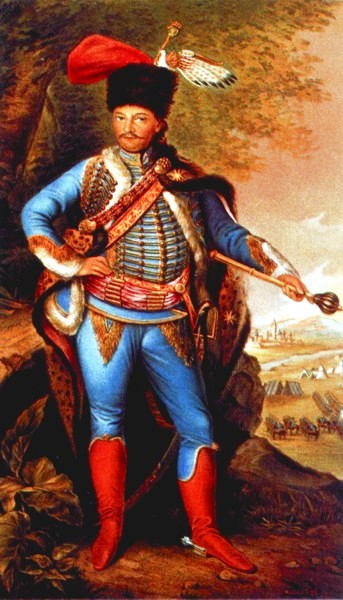
Sándor Károlyi (1668-1743), general, baron.
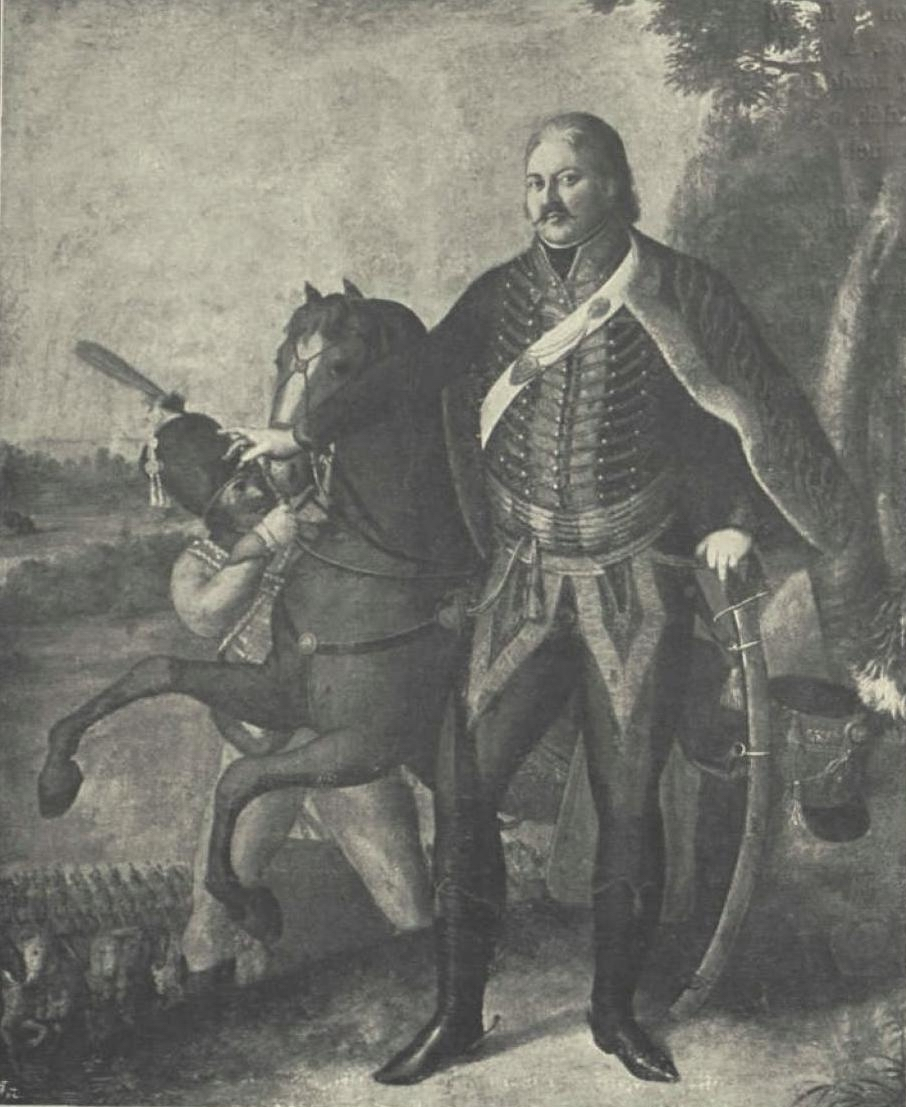
József Károlyi (1768-1803), conte.
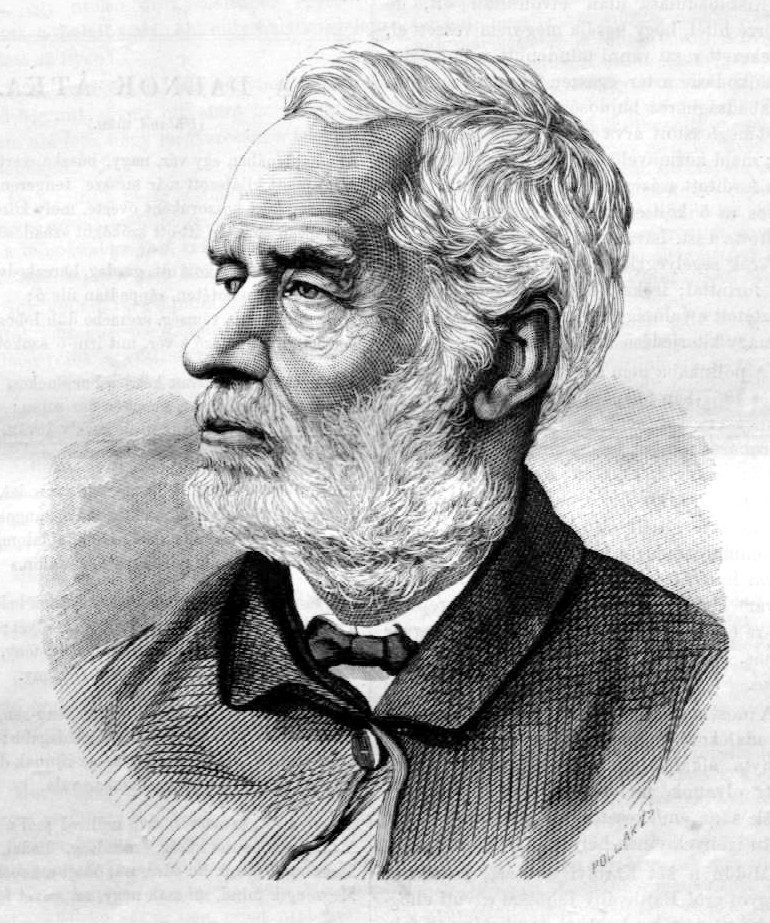
István Károlyi (1797-1881), academician, conte.
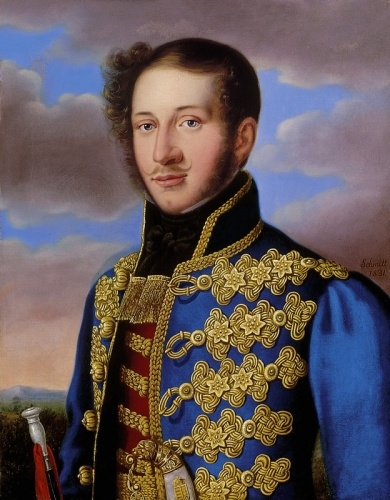
György Károlyi (1802-1877), conte.
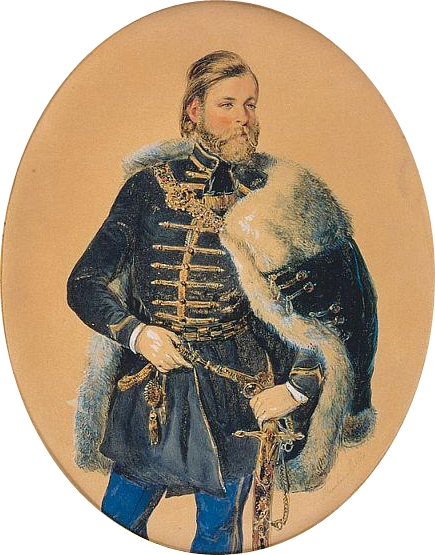
Sàndor Károlyi (hu) (1831-1906), om politic, conte
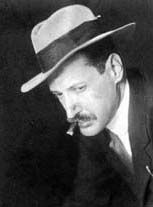
Mihály Károlyi (1875-1955), președintele Republicii, cont.
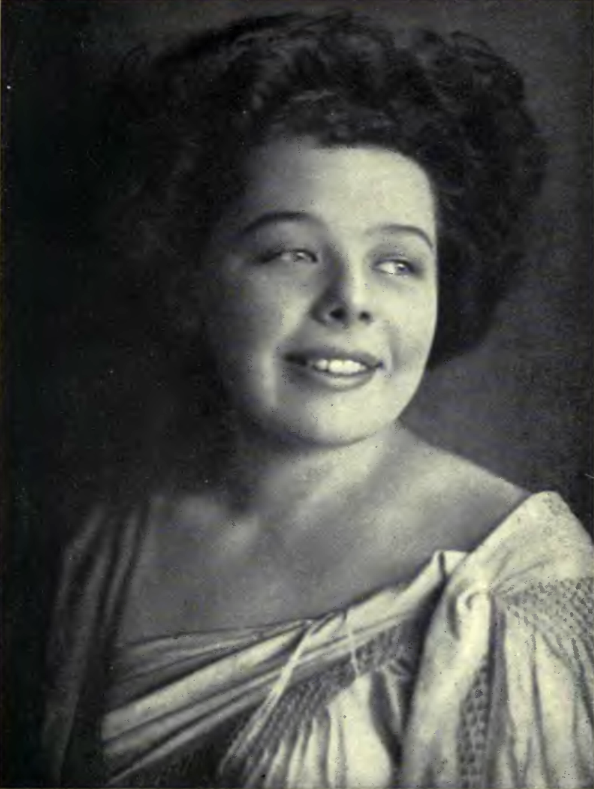
Katinka Andrássy, soția celei anterioare, contesă.
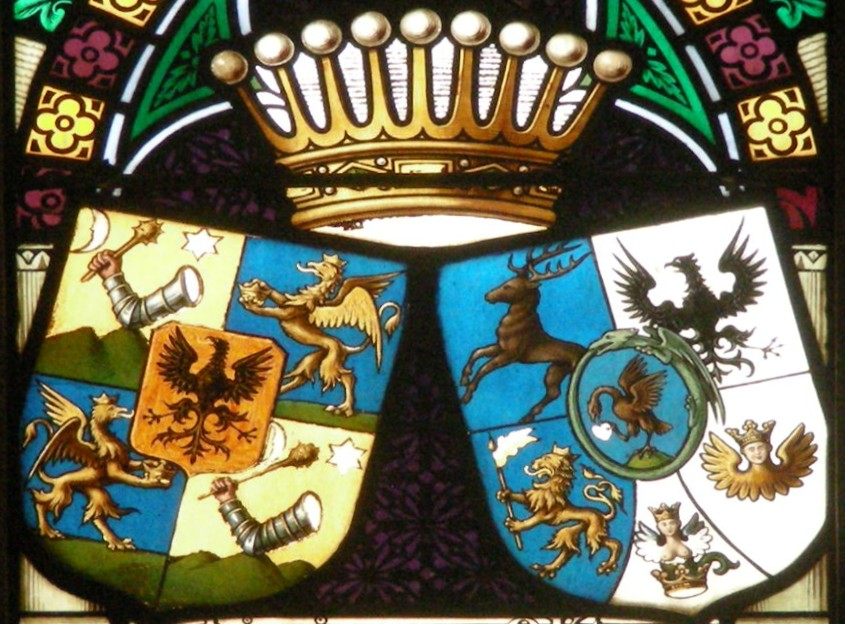
Vitraliul brațelor lui Aurel Dessewffy și al soției sale Palma Károlyi în Catedrala Sfântul Martin din Bratislava .